# Reverberació convolutiva
La reverberació convolutiva és un processament digital d'àudio basat en el càlcul matemàtic de convolució, que permet simular la reverberació d'entorns físics o d'unitats de reverb de maquinari. Utilitza respostes a impulsos, que són mostres d'àudio pregravades de la resposta de les reflexions que genera l'entorn, ja sigui físic o virtual, a simular posteriorment. Els senyals processats d'aquest tipus de reverberació sonaran com si la font de so es trobés realment en l'entorn simulat.

## Obtenció de respostes a impulsos
Una sala es comporta respecte a una font sonora de forma similar a un procés de convolució. Aquest procés matemàtic converteix 2 funcions f i g en una tercera, la qual representa la magnitud en què se superposen la primera i una versió traslladada i invertida de la segona. El producte de convolució de d'aquestes funcions respon a la integral  (f * g) (t) = ∫ f (τ) g (t - τ) dτ. (F * g) (t) = ∫ f (τ) g (t - τ) dτ .
L'impuls perfecte seria el que tingués una durada infinitament curta en el temps i ens proporcionés una amplada de banda en freqüències també infinit. Això és impossible però matemàticament parlant no ho és. Per a això s'utilitza la delta de Dirac  (δ (t))  que és una distribució el valor és infinit en un determinat punt i zero per a la resta. Això implica que l'amplada de banda serà infinita, i que la integral entre més i menys infinit serà un. En fer-se el producte entre qualsevol funció i la delta de Dirac el resultat és la funció inicial  f (t) * δ (t) = f (t) . La funció  f (t)  és el que s'anomena la resposta a l'impuls i proporciona la informació sobre les modificacions de temps i freqüència que patiria el senyal inicial reproduït en aquesta sala.

## Aplicacions

### Simulació d'entorns reals
L'ús més comú de les reverberacions convolutives és la simulació d'espais reals per tal d'imitar la seva acústica. Reproduint i gravant un impuls, és a dir, un so de molt curta durada (normalment una espurna elèctrica o un escombrat d'ones sinusoidals) en aquest espai.

### Simulació d'entorns virtuals
També s'utilitzen per simular la resposta d'unitats de reverberació, en lloc de reproduir l'impuls en un espai real es reprodueix a través d'una d'aquestes unitats. El procés utilitzat és exactament el mateix empleat per a la simulació d'entorns reals.